# Supercopa de los Países Bajos 1994
La Supercopa de los Países Bajos 1994 (Nederlandse Supercup 1994 en neerlandés) fue la 5.ª edición de la Supercopa de los Países Bajos. El partido se jugó el 21 de agosto de 1994 en el Estadio Olímpico de Ámsterdam entre el Ajax de Ámsterdam, campeón de la Eredivisie 1993-94 y el Feyenoord Rotterdam, campeón de la KNVB Beker 1993-94. Ajax ganó por 3-0 en el Estadio Olímpico frente a 23.500 espectadores.
| Ajax de Ámsterdam   |  | Bandera de los Países Bajos |  | Campeón de la Eredivisie 1993-94               |
| Feyenoord Rotterdam |  | Bandera de los Países Bajos |  | Campeón de la Copa de los Países Bajos 1993-94 |

## Partido
| 21 de agosto de 1994, 18:00 | Ajax de Ámsterdam                        | 3:0 (3:0) | Feyenoord Rotterdam | Estadio Olímpico, Ámsterdam                                   |                                                               |
|                             | Litmanen 13' · Oulida 21' · Kluivert 25' | Reporte   |                     | Asistencia: 23.500 espectadores Árbitro(s): John Blankenstein | Asistencia: 23.500 espectadores Árbitro(s): John Blankenstein |

| Bandera de los Países Bajos         |
| Campeón Ajax de Ámsterdam 2º título |